# Eon de Axum
Eon (c. 400 d. C.) fue un rey del Reino de Aksum. Es conocido principalmente a través de las monedas acuñadas durante su reinado, en las cuales su nombre aparece en griego como "Eon Bisi Anaaph".
El título "bisi Anaaph" se interpreta generalmente como "hombre de Anaaph". Sin embargo, el historiador Richard Pankhurst menciona que el académico Stephen Wright ha propuesto que la palabra bisi podría estar relacionada con el caballo del rey, de manera similar a cómo en épocas posteriores los etíopes utilizaron el término Aba en referencia al caballo favorito de un rey. Por ejemplo, Sahle Sellassie era conocido como "Aba Dina" en referencia a su caballo favorito, Dina.
Eon podría ser la misma figura que el rey "Hiuna", mencionado en el Libro de los himyaritas como líder de una expedición militar desde Axum a través del Mar Rojo hacia el sur de Arabia. El historiador S. C. Munro-Hay señala que "la diferencia en la ortografía no es significativa, siendo posible que la variación del nombre se deba a su adaptación en diferentes idiomas". Sin embargo, Munro-Hay también admite que esta identificación no es concluyente, y no está claro si Hiuna era realmente un rey.
Eon fue el primer rey de Axum en usar el título enigmático "+ BAC + CIN + BAX + ABA" en sus monedas. Munro-Hay informa que este título ha sido interpretado como Basileus habasinon ("Rey del Habashat/Habash"), un título que también aparece en inscripciones del sur de Arabia en referencia a los reyes axumitas. Este uso refuerza el alcance de la influencia de Axum en el sur de Arabia y la posición de Eon en la historia de la región.